# Iulus gracilicornis
Iulus gracilicornis är en mångfotingart som beskrevs av Brandt 1841. Iulus gracilicornis ingår i släktet Iulus och familjen kejsardubbelfotingar. Inga underarter finns listade i Catalogue of Life.